# Халфмун (кратер)
Халфмун (англ. Halfmoon) — небольшой марсианский ударный кратер, расположенный на плато Меридиана. Координаты кратера — 2°04′50″ ю. ш. 5°30′45″ з. д. / 2,0808194° ю. ш. 5,5125333° з. д.. Кратер был попутно осмотрен марсоходом «Оппортьюнити» 7 февраля 2009 года (1792 сол), во время того как он двигался в сторону значительно большего кратера Индевор. Диаметр кратера составляет порядка 10 метров. Вокруг кратера присутствует множество обнажений горных пород. На севере от него (в 1622 м) находится крупный кратер Виктория (который на протяжении 2 лет исследовал «Оппортьюнити»), северо-восточнее (в 341 м) — кратер Рейнджер и кратер Сервейер (в 306 м). Исследования кратера ограничились его визуальным осмотром (научной ценности не представлял).

Кратер Халфмун (в левом верхнем углу), снятый с борта марсохода «Оппортьюнити» 7 февраля 2009 года (1792 сол).